# Západočeský krajský přebor 1979/1980
V Krajském přeboru Západočeského kraje 1979/80 (jedna ze skupin 5. fotbalové ligy) se utkalo 14 týmů každý s každým dvoukolovým systémem podzim–jaro. 

## Konečná tabulka
| Poř. | Tým                      | Z  | V  | R  | P  | VG | OG | B  |
| ---- | ------------------------ | -- | -- | -- | -- | -- | -- | -- |
| 1.   | SK Mariánské Lázně       | 26 | 17 | 5  | 4  | 45 | 17 | 39 |
| 2.   | TJ UD Tachov             | 26 | 15 | 6  | 5  | 63 | 34 | 36 |
| 3.   | TJ Dynamo ZČE Plzeň      | 26 | 13 | 6  | 7  | 58 | 41 | 32 |
| 4.   | RH Domažlice (S)         | 26 | 10 | 10 | 6  | 53 | 30 | 30 |
| 5.   | TJ Tlučná                | 26 | 9  | 9  | 8  | 41 | 44 | 27 |
| 6.   | TJ Sokol Postřekov       | 26 | 9  | 8  | 9  | 37 | 38 | 26 |
| 7.   | TJ Tatran Chodov (N)     | 26 | 9  | 8  | 9  | 30 | 33 | 26 |
| 8.   | RH Cheb B (N)            | 26 | 7  | 11 | 8  | 39 | 42 | 25 |
| 9.   | TJ Jiskra Domažlice (N)  | 26 | 10 | 5  | 11 | 33 | 42 | 25 |
| 10.  | TJ Škoda Rokycany        | 26 | 9  | 6  | 11 | 41 | 42 | 24 |
| 11.  | TJ Lokomotiva Cheb       | 26 | 7  | 9  | 10 | 44 | 41 | 23 |
| 12.  | TJ Sokol Plzeň-Letná (N) | 26 | 8  | 7  | 11 | 32 | 39 | 23 |
| 13.  | TJ Baník Stříbro (N)     | 26 | 5  | 6  | 15 | 41 | 61 | 16 |
| 14.  | TJ Staňkov               | 26 | 4  | 4  | 18 | 29 | 82 | 12 |

Poznámky:
- Z = Odehrané zápasy; V = Vítězství; R = Remízy; P = Prohry; VG = Vstřelené góly; OG = Obdržené góly; B = Body; (S) = Mužstvo sestoupivší z vyšší soutěže; (N) = Mužstvo postoupivší z nižší soutěže (nováček)

|  | Postup do Divize A 1980/81                              |
|  | Sestup do skupin I. A třídy Západočeského kraje 1980/81 |